# Хајнкел HD-26
Хајнкел HD-26 је немачки и јапански ловачки авион. Први лет авиона је извршен 1925. године. 

Највећа брзина авиона при хоризонталном лету је износила 185 km/h.
Распон крила авиона је био 11,80 метара, а дужина трупа 8,44 метара. Празан авион је имао масу од 1150 килограма. Нормална полетна маса износила је око 1677 килограма.

## Наоружање
| Наоружање авиона: Хајнкел      |     |
| Ватрено (стрељачко) наоружање  |     |
| Топ                            |     |
| Митраљез                       |     |
| Број и ознака митраљеза        | 1   |
| Калибар                        | 7,7 |
| Бомбардерско наоружање (бомбе) |     |
| Ракетно наоружање (ракете)     |     |